# Arve Staxrud

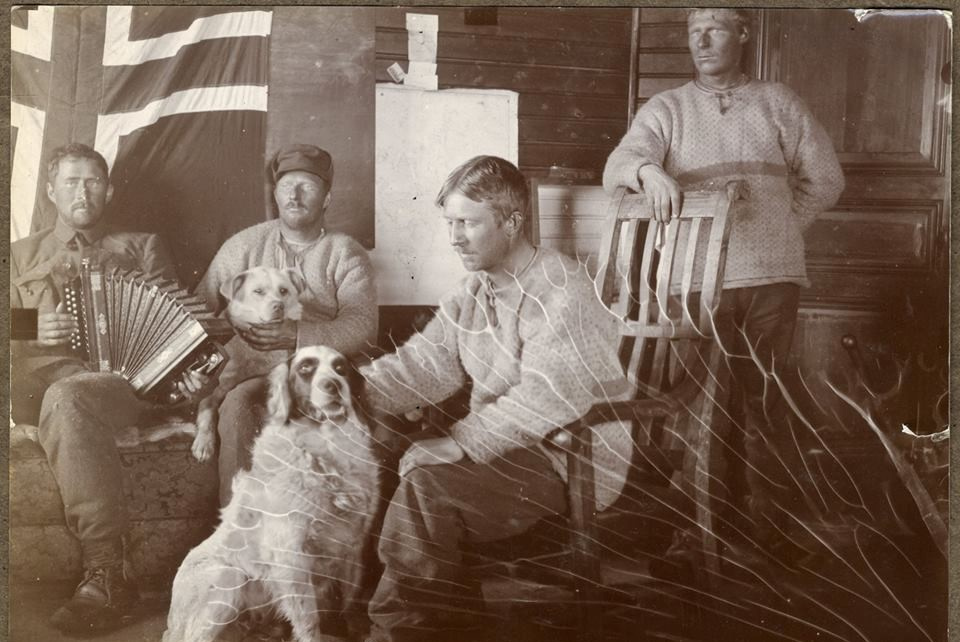
Arve Staxrud (vorn mit Hund, 1913)

Arve Staxrud (* 6. September 1881 in Tingelstad; † 4. April 1933 in Røykenvik) war ein norwegischer Offizier, Polarforscher und Kartograf.

## Leben
Er war das zweite von zehn Kindern des Landwirts Ole Staxrud (1857–1910) und dessen Frau Karoline Elisabeth Malene (1856–1923), geborene Fretheim. 1898 legte er das zum Besuch der Universität befähigende Examen artium ab und schlug eine militärische Laufbahn ein. Er besuchte zunächst die Krigsskolen in Kristiania, die er 1901 als Jahrgangsbester im Rang eines Premierleutnants verließ. 1905 schloss er ein Studium an Den militære Høyskole ab. 1911 erhielt er das Kommando über die Nordenfjellser Radfahr- und Skikompanie. 1930 wurde er in den Ruhestand versetzt.
Im Jahr 1906 kam Staxrud als Kartograf einer von Gunnar Isachsen geleiteten Expeditionen erstmals nach Spitzbergen. Die Expedition wurde vom Fürsten Albert I. von Monaco finanziert, der auch sein Forschungsschiff Prinzessin Alice II zur Verfügung stellte. Insgesamt verbrachte Staxrud acht Sommer auf Spitzbergen, 1910 noch einmal mit Isachsen, danach 1910 bis 1914 sowie 1919 und 1920. Die norwegischen Expeditionen der Jahre 1911, 1912 und 1914 leitete er gemeinsam mit Adolf Hoel.
Im Frühjahr 1913 leitete Staxrud die offizielle deutsch-norwegische Hilfsexpedition für die in Not geratene Deutsche Arktische Expedition. Mit Rentier- und Hundeschlitten durchquerte er auf dem Weg vom Adventfjord zur Sorgebai als Erster Ny-Friesland und rettete die in einem Stationshaus der schwedischen Gradmessungs-Expedition von 1900–1902 auf Hilfe wartenden Hermann Rüdiger und Christopher Rave. Anschließend brach er ein zweites Mal auf, um – letztlich ohne Erfolg – auch nach der verschollenen Gruppe um Herbert Schröder-Stranz zu suchen.

## Familiäres
Arve Staxrud heiratete am 29. Juni 1916 Kjerstine Kammerud (1892–1976). Das Paar hatte den Sohn Arve (1917–1995) und die Tochter Elisabeth (1918–1981).
Arves jüngerer Bruder Olav Staxrud (1892–1960) war ebenfalls Polarforscher.

## Ehrungen
Für seine Verdienste wurden Arve Staxrud das Ritterkreuz des monegassischen Ordens des heiligen Karl und das Komturkreuz I. Klasse des Herzoglich Sachsen-Ernestinischen Hausordens verliehen.
Das Gletscherplateau Staxrudfonna in Albert-I-Land ist nach ihm benannt.

## Schriften
- Arve Staxrud, Adolf Hoel: Résultats généraux de l’expédition norvégienne au Spitsberg (1911–1912). In: La Géographie. Band 27, 1913, S. 99–108 (französisch).
- Arve Staxrud, Adolf Hoel: Résultats de l’expédition norvégienne au Spitsberg en 1914. In: La Géographie. Band 30, 1914, S. 277–279 (Digitalisat; französisch).
- Arve Staxrud, Kurt Wegener: Die Expeditionen zur Rettung von Schröder-Stranz und seinen Begleitern. Geschildert von ihren Führern. Reimer, Berlin 1914.